# Milan Torbica
Milan Torbica (* 10. April 1981 in Priboj na Limu) ist ein serbischer Handballspieler, der seit der Saison 2011/12 bei ULZ Schwaz in der Handball Liga Austria spielt.

## Karriere
Der 1,88 Meter große und 87 kg schwere Rechtsaußen spielte zuvor unter anderem bei seinem Heimatverein RK Borac Banja Luka und IFK Skövde HK. Er stand auch in Italien bei A.H. Italgest Casarano unter Vertrag und nahm mit dem Verein in den vergangenen Jahren sowohl am EHF-Cup, als auch an der EHF Champions League teil. Im Jahr 2010 wechselte er zur MT Melsungen, wo er nur ein Jahr verweilte. Seit 2011 läuft er für das ULZ Schwaz auf.
Für die Europameisterschaft 2010 wurde er in den Kader der Serbischen Nationalmannschaft berufen, kam jedoch bei dem Turnier nicht zum Einsatz.